# Symfonie nr. 8 (Michael Haydn)
Symfonie nr. 8 in D majeur, Perger 38, Sherman 8, MH 69, is een symfonie van Michael Haydn. Hij schreef het stuk waarschijnlijk in 1764 in Salzburg.

## Orkestratie
De symfonie is geschreven voor:
- Fluit.
- Twee hobo's.
- Twee fagotten.
- Twee hoorns.
- Twee trompetten.
- Pauken.
- Strijkers.

## Onderdelen
De symfonie bestaat uit vier delen:
- I Allegro molto.
- II Andante.
- III Menuetto e trio.
- IV Presto.

1 · 2 · 3 · 4 · 5 · 6 · 7 · 8 · 9 · 10 · 11 · 12 · 13 · 14 · 15 · 16 · 17 · 18 · 19 · 20 · 21 · 22 · 23 · 24 · 25 · 26 · 27 · 28 · 29 · 30 · 31 · 32 · 33 · 34 · 35 · 36 · 37 · 38 · 39 · 40 · 41